# Takeo Takahaši
Takeo Takahaši (japonsko 高橋 武夫), japonski nogometaš in trener, * 31. maj 1947, Tokio, Japonska.
Za japonsko reprezentanco je odigral 14 uradnih tekem.